# Леополдова капија
Леополдова капија је североисточна капија Петроварадинске горње тврђаве, изграђена је у другој половини 18. века. Подигнута је у оси куртине која повезује бастионе Св. Јозефа и Св. Иноћентија, на траси тзв. рампиног пута, најкраћег колског пута који повезује Подграђе са Горњом тврђавом.

## Архитектура
Унутрашњост капије је под полуобличастим сводом, док су у бочним зидовима иза портала смештене полукружне нише завршене полукалотом. На капији су сачувани елементи који су служили за подизање мобилног сегмента моста, оков врата некадашњих врата и бочни усеци за слагање барикаде од дрвених греда.
Фасада капије има широк, полукружно завршен отвор фланкиран снажним пиластрима и у центру изнад темена овални камени рељеф оивичен флоралним украсом. На рељефу је био грб Аустријске монархије, а испод грба је урезана година 1694, као подсећање на неуспелу турску опсаду.
Профилисане базе пиластра, као и оквир капије, изведени су од камена тесаника, док су преостале површине од опеке малтерисане и бојене. 